# Cybaeopsis wabritaska
Espèce
Synonymes
- Callioplus wabritaskus Leech, 1972

Cybaeopsis wabritaska est une espèce d'araignées aranéomorphes de la famille des Amaurobiidae.

## Distribution
Cette espèce se rencontre aux États-Unis en Alaska et au Washington et au Canada en Colombie-Britannique et  en Alberta,.

## Publication originale
- Leech, 1972 : A revision of the Nearctic Amaurobiidae (Arachnida: Araneida). Memoirs of the Entomological Society of Canada, vol. 84, p. 1-182.